# Richard Jenkins
Pour les articles homonymes, voir Jenkins et Richard Walter Jenkins.
Richard Jenkins est un acteur américain, né le 4 mai 1947 à DeKalb (Illinois).

## Biographie

### Carrière
Il a été nommé pour son rôle dans The Visitor à l'Oscar du meilleur acteur de la 81e cérémonie des Oscars qui eut lieu le 22 février 2009.
Il a joué également de 2001 à 2005 dans la série Six Feet Under dans laquelle il interprète le rôle de Nathaniel Samuel Fisher Senior.

## Filmographie

### Cinéma

#### Longs métrages
- 1985 : Silverado de Lawrence Kasdan : Kelly
- 1986 : Hannah et ses sœurs (Hannah and Her Sisters) de Woody Allen : Dr Wilkes
- 1986 : The Little Sister de Jan Egleson : Roger Davis
- 1986 : On Valentine's Day de Ken Harrison : Bobby Pate
- 1986 : Le Projet Manhattan (The Manhattan Project) de Marshall Brickman : l'officier de contrôle des radiations (Medatomic Lab)
- 1987 : Les Sorcières d'Eastwick (The Witches of Eastwick) de George Miller : Clyde Alden
- 1987 : Rachel River de Sandy Smolan : Cordell
- 1987 : Courtship de Howard Cummings : Bobby Pate
- 1988 : Little Nikita de Richard Benjamin : Richard Grant
- 1988 : Le Retour de Billy Wyatt (Stealing Home) de Steven Kampmann (en) et William Porter : Hank Chandler
- 1989 : How I Got Into College de Savage Steve Holland : Bill Browne
- 1989 : Blue Steel de Kathryn Bigelow : l'avocat Mel Dawson
- 1989 : Mélodie pour un meurtre (Sea of Love) d'Harold Becker : Gruber
- 1989 : Blaze de Ron Shelton : Picayune
- 1993 : Pas de vacances pour les Blues (Undercover Blues) d'Herbert Ross : Frank
- 1994 : Wolf de Mike Nichols : inspecteur Bridger
- 1994 : Milliardaire malgré lui (It Could Happen to You) d'Andrew Bergman : C. Vernon Hale
- 1994 : Descente à Paradise (Trapped in Paradise) de George Gallo : agent Shaddus Peyser
- 1995 : L'Indien du placard (The Indian in the Cupboard) de Frank Oz : Victor
- 1995 : Le Patchwork de la vie (How to Make an American Quilt) de Jocelyn Moorhouse : Howell Saunders
- 1996 : Un divan à New York de Chantal Akerman : Campton
- 1996 : Flirter avec les embrouilles (Flirting with Disaster) de David O. Russell : Paul
- 1996 : Eddie de Steve Rash : le coach assistant Carl Zimmer
- 1997 : Les Pleins Pouvoirs (Absolute Power) de Clint Eastwood : Michael McCarty
- 1997 : Eye of God de Tim Blake Nelson : Willard Sprague
- 1998 : Les Imposteurs (The Impostors) de Stanley Tucci : Johnny Leguard
- 1998 : Mary à tout prix (There's Something About Mary) de Peter et Bobby Farrelly : le psychiatre de Ted Stroehmann (non crédité)
- 1999 : Mod Squad (The Mod Squad) de Scott Silver : inspecteur Bob Mothershed
- 1999 : The Confession de David Hugh Jones : Cass O'Donnell
- 1999 : Les Années lycée (Outside Providence) de Michael Corrente : Barney
- 1999 : La neige tombait sur les cèdres (Snow Falling on Cedars) de Scott Hicks : le shérif Art Moran
- 1999 : L'Ombre d'un soupçon (Random Hearts) de Sydney Pollack : Truman Trainor
- 2000 : De quelle planète viens-tu ? (What Planet Are You From?) de Mike Nichols : Don Fisk
- 2000 : Fous d'Irène (Me, Myself and Irene) de Peter et Bobby Farrelly : agent Boshane, EPA
- 2001 : Trop, c'est trop ! (Say It Isn't So) de J. B. Rogers : Walter Wingfield
- 2001 : Divine mais dangereuse (One Night at McCool's) d'Harald Zwart : le père Jimmy
- 2001 : The Barber (The Man Who Wasn't There) de Joel Coen : Walter Abundas
- 2002 : Dérapages incontrôlés (Changing Lanes) de Roger Michell : Walter Arnell
- 2002 : Harvard à tout prix (Stealing Harvard) de Bruce McCulloch : Honorable Emmett Cook
- 2003 : The Mudge Boy de Michael Burke : Edgar Mudge
- 2003 : Fusion (The Core) de Jon Amiel : le général Thomas Purcell
- 2003 : Intolérable Cruauté (Intolerable Cruelty) de Joel Coen : Freddy Bender
- 2003 : Treize à la douzaine (Cheaper by the Dozen) de Shawn Levy : Shake
- 2004 : J'adore Huckabees (I Heart Huckabees) de David O. Russell : M. Hooten (non crédité)
- 2004 : Shall We Dance? La Nouvelle Vie de Monsieur Clark (Shall We Dance) de Peter Chelsom : Devine
- 2005 : L'Affaire Josey Aimes (North Country) de Niki Caro : Hank Aimes
- 2005 : Braqueurs amateurs (Fun with Dick and Jane) de Dean Parisot : Frank Bascombe
- 2005 : La rumeur court… (Rumor Has It…) de Rob Reiner : Earl Huttinger
- 2007 : Le Royaume (The Kingdom) de Peter Berg : Robert Grace
- 2007 : The Visitor de Thomas McCarthy : Pr Walter Vale
- 2008 : The Broken de Sean Ellis : John McVey
- 2008 : Frangins malgré eux (Step Brothers) d'Adam McKay : Dr Robert Doback
- 2008 : Burn After Reading de Joel et Ethan Coen : Ted Treffon
- 2010 : Happythankyoumoreplease de Josh Radnor : Paul Gertmanian
- 2010 : Cher John (Dear John) de Lasse Hallström : M. Tyree
- 2010 : Waiting Forever de James Keach : Richard Twist
- 2010 : Norman (en) de Jonathan Segal : Doug Long
- 2010 : Mange, prie, aime de Ryan Murphy : Richard
- 2010 : Laisse-moi entrer (Let Me In) de Matt Reeves : le père
- 2011 : Bon à tirer (B.A.T.) (Hall Pass) de Peter et Bobby Farrelly : Coakley
- 2011 : Sexe entre amis (Friends with Benefits) de Will Gluck : M. Harper
- 2011 : Rhum express (The Rum Diary) de Bruce Robinson : Lotterman
- 2012 : Love and Other Lessons (Liberal Arts) de Josh Radnor : Pr Peter Hoberg
- 2012 : Freeway et nous (Darling Companion) de Lawrence Kasdan : Russell
- 2012 : La Cabane dans les bois de Drew Goddard : Gary Sitterson
- 2012 : Cogan: Killing Them Softly (Killing Them Softly) d'Andrew Dominik : le chauffeur
- 2012 : Sous surveillance (The Company You Keep) de Robert Redford : Jed Lewis
- 2012 : Jack Reacher de Christopher McQuarrie : Alex Rodin
- 2013 : A.C.O.D. de Stuart Zicherman : Hugh
- 2013 : White House Down de Roland Emmerich : Raphelson, le président de la Chambre des représentants
- 2014 : God's Pocket de John Slattery : Richard Shelburn
- 2014 : One Square Mile de Charles-Olivier Michaud : Coleman
- 2014 : Lullaby d'Andrew Levitas : Robert
- 2015 : Spotlight de Thomas McCarthy : Richard Sipe (voix uniquement, non crédité)
- 2015 : Bone Tomahawk de S. Craig Zahler : Chicory
- 2016 : La Famille Hollar (The Hollars) de John Krasinski : Don Hollar
- 2016 : LBJ de Rob Reiner : le sénateur Richard Brevard Russell, Jr.
- 2017 : Kong: Skull Island de Jordan Vogt-Roberts : le sénateur Willis
- 2017 : La Forme de l'eau (The Shape of Water) de Guillermo del Toro : Giles
- 2020 : Kajillionaire de Miranda July : Robert Dyne
- 2021 : Nightmare Alley de Guillermo del Toro : Ezra Grindle
- 2021 : The Humans de Stephen Karam : Erick Blake
- 2024 : Blue et Compagnie (IF) de John Krasinski (voix)

#### Films d'animation
- 2008 : La Légende de Despereaux (The Tale of Despereaux) de Sam Fell et Robert Stevenhagen : Principal (voix originale)
- 2013 : Turbo de David Soren : Bobby (voix originale)

### Télévision

#### Téléfilms
- 1982 : Parole de Michael Tuchner : le premier policier
- 1988 : Extrême violence (In the Line of Duty: The F.B.I. Murders) de Dick Lowry : inspecteur Hamill
- 1989 : Out on the Edge de John Pasquin : Paul Evetts
- 1989 : Cas de conscience (Kojak: Fatal Flaw) de Richard Compton : Joel Litkin
- 1990 : Challenger de Glenn Jordan : Gregory B. Jarvis
- 1990 : L'École de la vie (Rising Son) de John David Coles : Tommy
- 1990 : La Force de vivre (When You Remember Me) de Harry Winer : Vaughan
- 1990 : Enquête mortelle (Descending Angel) de Jeremy Kagan : Debaudt
- 1991 : The Perfect Tribute de Jack Bender : Blair
- 1991 : La Stratégie de l'infiltration (Doublecrossed) de Roger Young : Jim Donaldson
- 1991 : Un coupable idéal (Carolina Skeletons) de John Erman : Redy
- 1992 : Le Triomphe de la vérité (Afterburn) de Robert Markowitz : Acton Ryder
- 1993 : Les Soldats de l'espérance (And the Band Played On) de Roger Spottiswoode : Dr Marc Conant
- 1994 : Au bout de l'impasse (Getting Out) de John Korty : Chaplain
- 1996 : The Boys Next Door (en) de John Erman : Bob Klemper
- 1997 : Mort sur le toit du monde (Into Thin Air: Death on Everest) de Robert Markowitz : Beck Weathers
- 2002 : La Rançon de la haine (Sins of the Father) de Robert Dornhelm : Bobby Frank Cherry
- 2005 : Earth to America de Ron de Moraes et Jay Roach : lui-même

#### Séries télévisées
- 1974-1975 : Great Performances : Warder (épisode Feasting with Panthers) et le shérif (épisode Brother to Dragons)
- 1984 : American Playhouse (en) : Nicholas Vazzana (saison 3, épisode 14)
- 1985 et 1989 : Deux flics à Miami (Miami Vice) : agent de la DEA Ed Waters (saison 1, épisode 15) et Goodman (saison 5, épisode 8)
- 1985 : Spenser : Tex (saison 1, épisode 11)
- 1990 : Against the Law (en) : Wexford (2 épisodes)
- 1992 : Crossroads (en) : Jim Mundy (saison 1, épisode 1)
- 1993 : Queen (en) : M. Benson (mini-série, 2 épisodes)
- 2001-2005 : Six Feet Under : Nathaniel Fisher, Sr. (21 épisodes)
- 2001 : Ally Mc Beal : M. Bo (saison 4, épisode 11)
- 2014 : Olive Kitteridge de Lisa Cholodenko : Henry Kitteridge (mini-série en 4 épisodes)
- 2016-2017 : Berlin Station : Steven Frost (19 épisodes)
- 2017 : Comrade Detective (en) : Vlad Anghel (saison 1, épisode 2)
- 2022 : Dahmer - Monstre : L'Histoire de Jeffrey Dahmer : Lionel Herbert Dahmer

## Distinctions

### Récompenses
- Emmy Awards 2015 : Meilleur acteur pour Olive Kitteridge

### Nominations
- Golden Globes 2023 : Meilleur acteur dans un second rôle dans une mini-série, une anthologie ou un téléfilm pour Monstre

## Voix françaises
En France
| - Michel Derain dans : - Six pieds sous terre (série télévisée) - L'Affaire Josey Aimes - Cher John - Laisse-moi entrer - Rhum Express - La Cabane dans les bois - Cogan : La Mort en douce - Jack Reacher - White House Down - La Forme de l'eau - Philippe Catoire dans : - Fous d'Irène - Trop, c'est trop ! - Dérapages incontrôlés - La rumeur court… - Bon à tirer (BAT) - God's Pocket - Olive Kitteridge (série télévisée) - Berlin Station (série télévisée) - Gabriel Le Doze dans : - Intolérable Cruauté - Le Royaume - Kajillionaire - Nightmare Alley - Jean-Luc Kayser dans : - Pas de vacances pour les Blues - Sous surveillance - Sylvain Lemarié (1952 - 2023) dans : - L'Indien du placard - Mary à tout prix | - Antoine Tomé dans : - Flirter avec les embrouilles - De quelle planète viens-tu ? - Pierre Dourlens dans : - Divine mais dangereuse - Treize à la douzaine - Guy Chapellier dans : - Sexe entre amis - LBJ et aussi - Pascal Renwick (1954 - 2006) dans Silverado - Jacques Frantz (1947 - 2021) dans Hannah et ses sœurs - Jean-Claude Montalban dans Les Sorcières d'Eastwick - Jean-Claude Robbe dans Mélodie pour un meurtre - Philippe Peythieu dans Blue Steel - Sady Rebbot (1935 - 1994) dans Milliardaire malgré lui - Mario Santini (1945 - 2001) dans Wolf - Bernard-Pierre Donnadieu (*1949 - 2010) dans Descente à Paradise - Yves Beneyton dans Les Imposteurs - Jean-François Aupied dans La neige tombait sur les cèdres - François Siener dans Mod Squad - Michel Le Royer (1932 - 2022) dans Harvard à tout prix - Claude Brosset (1943 - 2007) dans Fusion - Philippe Dumond dans Shall We Dance? - Bernard Métraux dans Braqueurs amateurs - Bernard Crombey dans Burn After Reading - Stéphane Bazin dans Frangins malgré eux - Jean-Jacques Moreau dans Mange, prie, aime - Patrick Floersheim (1944 - 2016) dans A.C.O.D. - Bernard Bollet dans Spotlight (voix) - Denis Boileau dans Bone Tomahawk - Philippe Crubézy dans Kong: Skull Island - Jean-Pol Brissart (1950 - 2024) dans Dahmer - Monstre : L'Histoire de Jeffrey Dahmer (mini-série) |